# 2015년 쇼어햄 에어쇼 추락 사고

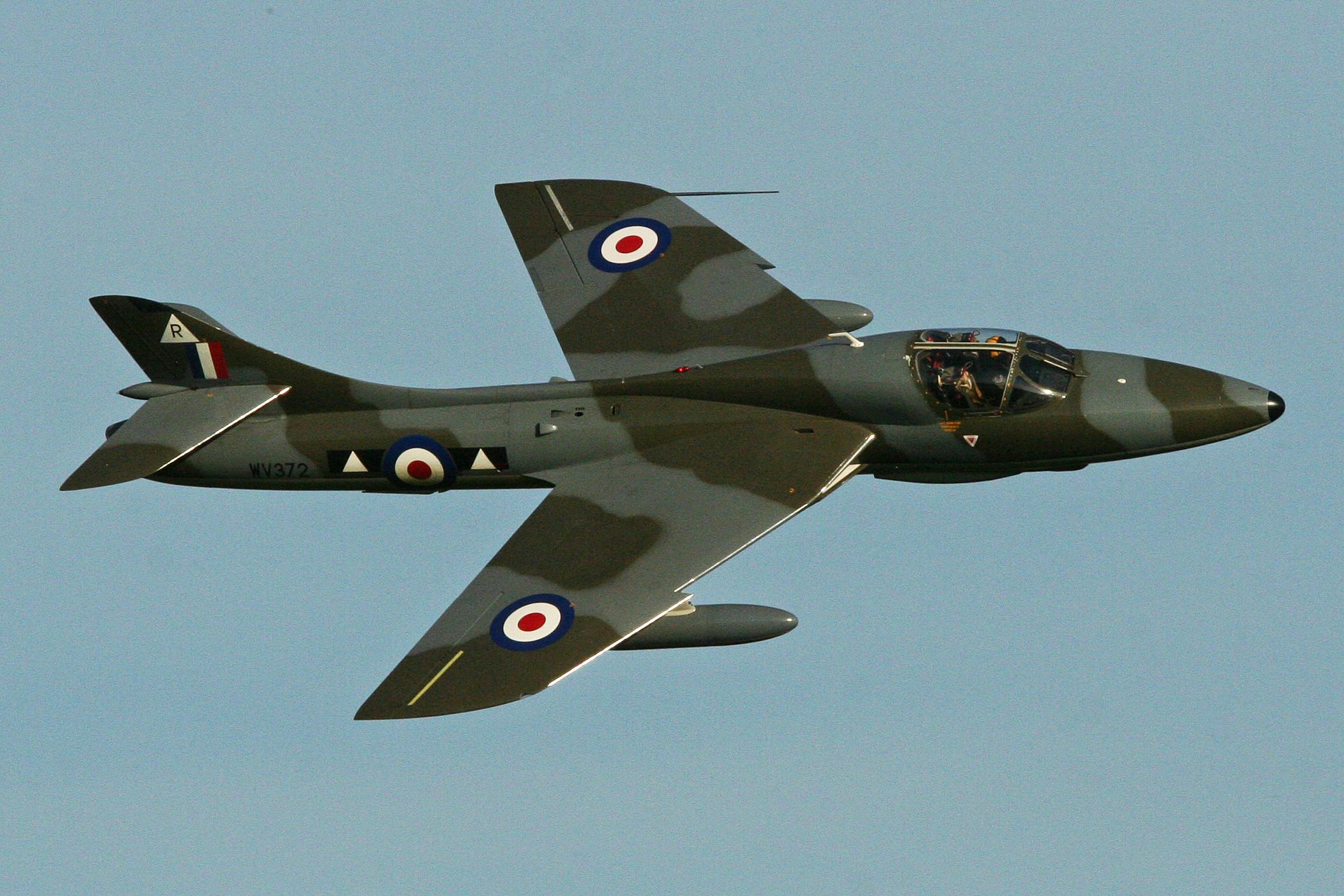
사고 항공기 (G-BXFI, 2013년)

2015년 쇼어햄 에어쇼 추락 사고는 2015년 8월 22일 잉글랜드 쇼어햄바이시에서 열린 쇼어햄 에어쇼 도중 발생한 추락 사고이다. 지상에 있던 사람 11명이 사망하고 16명이 부상당했다. 영국에서 발생한 에어쇼 사고로는 31명이 사망한 1952년 판버러 에어쇼 추락 사고 다음으로 많은 사상자를 낸 사고이다. 항공기는 호커 헌터 T7로, 곡예를 하던 중 A27 도로로 추락했다.